# Aedes albolineatus
Aedes albolineatus é um espécie de mosquito do género Aedes, pertencente à família Culicidae.